# Eloy Alberto Santiago
Eloy Alberto Santiago Santiago, né à Las Palmas de Gran Canaria le 8 septembre 1973 est un évêque catholique espagnol. Il est évêque du diocèse de San Cristóbal de La Laguna, communément appelé diocèse de Tenerife, depuis 2025. 

## Biographie
Il est entré au séminaire diocésain des Canaries (1992) et a obtenu sa licence en théologie à l'Université pontificale de Comillas. Après avoir été ordonné prêtre le 17 juillet 1999, il a été ordonné prêtre dans le diocèse des Canaries. Il a poursuivi sa formation universitaire à l'Université pontificale grégorienne, où il a obtenu une licence en théologie dogmatique, puis un doctorat (janvier 2024). Auparavant, il a rejoint le service diplomatique de l'Académie pontificale ecclésiastique (2003), combinant ces études avec une licence en droit canonique de l'Université pontificale grégorienne.
Entre 2006 et 2014, Santiago a été secrétaire des nonciatures apostoliques en Colombie (en) (2006-2009), en Afrique du Sud (2009-2013) et en Grande-Bretagne (2013-2014). De retour aux îles Canaries, il a repris son activité pastorale dans différentes paroisses de son diocèse d'origine.
Le 24 février 2025, Santiago a été nommé évêque du diocèse de San Cristóbal de La Laguna par le pape François. Son installation comme évêque de San Cristóbal de La Laguna a eu lieu le 1er mai en la cathédrale de La Laguna. Eloy Santiago devient ainsi le troisième Canarien à gouverner le diocèse, après Domingo Pérez Cáceres (1947-1961) et Bernardo Álvarez Afonso (2005-2024).
Il a été consacré par le nonce apostolique auprès de l'Union européenne, Bernardito Auza avec comme co-consécrateurs José Mazuelos Pérez (es) et Cristóbal Déniz Hernández (es). Il a pris possession canonique le jour même de son ordination, lors d'une grande cérémonie religieuse à laquelle ont assisté plus de 1 200 personnes à la cathédrale, ainsi que deux nonces d'Espagne et du Portugal, respectivement, 14 évêques et plus de 250 prêtres. Initialement, la cérémonie devait être présidée par le cardinal lituanien Rolandas Makrickas, archiprêtre coadjuteur de la basilique Sainte-Marie-Majeure à Rome, mais le décès du pape François l'en a empêché.
Il a célébré sa première Eucharistie comme évêque le lendemain de son ordination épiscopale dans la basilique Notre-Dame de la Candelaria, sanctuaire de la sainte patronne des îles Canaries.